# Daniel Huttlestone
Daniel Richard Huttlestone (Havering, 17 settembre 1999) è un attore britannico conosciuto per aver interpretato il ruolo di Gavroche nel film Les Misérables e quello di Jack nella pellicola Into the Woods.

## Biografia
Ha iniziato la sua carriera teatrale all'età di 9 anni con il ruolo di 'Nipper' nella produzione del musical Oliver! nel 2009 al Theatre Royal Drury Lane, esibendosi nella serata di apertura con Rowan Atkinson, e continuando fino alla sua chiusura nel 2011. Ha interpretato il ruolo di Gavroche ne I miserabili al Queen's Theatre, lavorando con Alfie Boe e Matt Lucas, rimanendo con la produzione per un anno.
Nel 2014 ha ricoperto il ruolo di Jack nel film Into the Woods, lavorando con la Disney.

## Filmografia
- Les Misérables, regia di Tom Hooper (2012)
- Into the Woods, regia di Rob Marshall (2014)
- London Town, regia di Derrick Borte (2016)
- Civiltà perduta (The Lost City of Z), regia di James Gray (2016)

## Premi
| Anno | Award                                                   | Categoria                                                   | Lavoro         | Risultato       |
| ---- | ------------------------------------------------------- | ----------------------------------------------------------- | -------------- | --------------- |
| 2012 | National Board of Review, USA                           | Best Acting by an Ensemble                                  | Les Misérables | Vincitore/trice |
| 2012 | Phoenix Film Critics Society Awards                     | Best Ensemble Acting                                        | Les Misérables | Candidato/a     |
| 2012 | San Diego Film Critics Society Awards                   | Best Ensemble Performance                                   | Les Misérables | Candidato/a     |
| 2012 | Satellite Awards                                        | Best Ensemble, Motion Picture                               | Les Misérables | Vincitore/trice |
| 2013 | Academy of Science Fiction, Fantasy & Horror Films, USA | Best Performance by a Younger Actor/Actress                 | Les Misérables | Candidato/a     |
| 2013 | Screen Actors Guild Awards                              | Outstanding Performance by a Cast in a Motion Picture       | Les Misérables | Candidato/a     |
| 2013 | Young Artist Awards                                     | Best Performance in a Feature Film - Supporting Young Actor | Les Misérables | Candidato/a     |
| 2015 | Young Artist Awards                                     | Best Performance in a Feature Film - Supporting Young Actor | Into the Woods | Candidato/a     |
| 2015 | Empire Awards                                           | Miglior debutto maschile                                    | Into the Woods | Candidato/a     |